# Marcos Lutyens
Marcos Lutyens (* 1964 in London) ist ein Performance- und Installationskünstler.

## Leben und Werk
Von Beginn seiner Karriere an war Lutyens an  interdisziplinären Arbeiten interessiert. Er verwendet Hypnose, Robotik und Sensorisches, um Performances, Skulpturen und Installationen zu erstellen. Marcos Lutyens erarbeitete zusammen mit Raimundas Malašauskas und Sissel Tolaas die Hypnotic Show für die dOCUMENTA (13). In einem Pavillon in der Karlsaue fanden 100 Tage lang Hypnosesitzungen statt, die Lutyens mit den documenta-Besuchern unter vier Augen abhielt.
Lutyens stellt international aus, er war auf der 55. und 57. Biennale di Venezia, der 33. Biennale von São Paulo, der Manifesta 11, der dOCUMENTA (13) und zahlreichen weiteren Ausstellungen vertreten.